# Stickstoffwerke in Tarnów-Mościce
Die Stickstoffwerke in Tarnów-Mościce (früher Zakłady Azotowe in Tarnów-Mościce S.A., heute Grupa Azoty S.A.) sind ein Unternehmen aus der Chemiebranche in Mościce, einem Stadtteil von Tarnów. Während der Zweiten Polnischen Republik war es eine der modernsten Fabriken in Europa und eine der größten Investitionen der Zwischenkriegszeit in Polen.

## Baugeschichte der Stickstoffwerke in Tarnów
Die Entwicklung der polnischen Chemieindustrie ist mit der Person des Professors der Technischen Hochschule von Lemberg, Ignacy Mościcki, der Direktor der nach den Schlesischen Aufständen von den Deutschen übernommenen Fabrik für Stickstoffverbindungen in der Königlichen Hütte (dem späteren Chorzów) wurde.
Das von Mościcki gegründete Forschungsinstitut in Warschau entwickelte Pläne zum Ausbau der chemischen Industrie durch den Bau eines zweiten großen Stickstoffwerkes. Die endgültige Entscheidung über den Bau der neuen Fabrik bei Tarnów wurde am 12. März 1927 getroffen.
Am 14. Mai 1927 wurden von der Familie Sanguszko Vorwerkgüter mit der Fläche von 670 Hektar, für einen Betrag von umgerechnet 207.000 US-Dollar abgekauft. Die ersten Arbeiten auf der Baustelle begannen am 5. Mai 1927.
Es entstand im Jahre 1927 die Państwowa Fabryka Związków Azotowych (Staatliche Fabrik für Stickstoffverbindungen) in Mościce. Sie war eine der größten Investitionen in der wiedergegründeten Republik Polen, die neuste Trends in der polnischen Chemieindustrie setzte. Die Traditionen seiner Vorgängerin setzt bis heute die Grupa Azoty S.A. mit Sitz in Tarnów fort.

## Państwowa Fabryka Związków Azotowych (Staatliche Fabrik für Stickstoffverbindungen) in Mościce
Die Baustelle der Fabrik wurde in der Umgebung von Tarnów, ca. 4 km vom Zentrum in westlicher Richtung entfernt, eingerichtet. Die Leitung der einzelnen Abteilungen an der Baustelle übernahmen zum Großteil die Schüler von Ignacy Mościcki, der Leiter des Lehrstuhls für physikalische Chemie und technische Elektrochemie der Technischen Hochschule von Lemberg und in den Jahren 1925 bis 1926 Rektor dieser Hochschule war. Der Großteil der Ausstattung für die Fertigungsinstallationen von Państwowa Fabryka Związków Azotowych (Staatliche Fabrik für Stickstoffverbindungen) in Mościce wurde im Ausland gekauft, jedoch der Rest bei inländischen Herstellern.
Ausgangsrohstoff für die Installation zur Synthese von Ammoniak, die der Gasreinigungsanlage vorangeht, war Hüttenkoks, aus dem Wassergas in sechs Generatoren gewonnen wurde. Für die Bedürfnisse der chemischen Fertigung baute man ein Heizkraftwerk, das mittels Kohlenstaub beheizt wurde. Die Ausstattung der Dampfabteilung des Heizkraftwerks bestand aus sechs Kesselgruppen. Für die Herstellung der elektrischen Energie wurden Turbogruppen montiert, die aus 3 Kondensationsturbinen und einer Gegendruckturbine bestand. Die Montage der Maschinen und Anlagen des Elektroheizwerks wurde am 2. Oktober 1929 beendet. Dieses Datum wird als das Enddatum des Baus der Fabrik angesehen. Im Jahre 1928, neben Stickstoffinstallationen, wurde der Bau der Chlorabteilung samt Billiter-Elektrolyse begonnen, der in keinem technologischen Zusammenhang mit dem Stickstoffteil stand, der im Juli 1930 instand gesetzt wurde.
Die feierliche Eröffnung der Staatlichen Fabrik für Stickstoffverbindungen fand in Mościce am 18. Januar 1930 statt, an der auch der Präsident der Republik Polen, Ignacy Mościcki, die Vertreter der Regierung der Republik Polen mit Premierminister Kazimierz Bartel, sowie der Minister für Industrie und Handel, Eugeniusz Kwiatkowski, teilnahmen. Państwowa Fabryka Związków Azotowych produzierte in der Anfangsphase ihrer Existenz etwa 60 Tonnen Ammoniak pro Tag. Der Stickstoff, der unentbehrlich zur Synthese ist, wurde aufgrund der Verflüssigung der Luft mittels Linde-Methode, jedoch der Wasserstoff aus Wassergas erhalten. Ein Teil des gefertigten Ammoniaks wurde auf 50-prozentige Stickstoffsäure umgearbeitet. Amonnitrat, das aufgrund der Neutralisierung der Stickstoffsäure mittels Gasammonium entstand, wurde danach in einen Dünger mit der Bezeichnung Nitrofos mit dem Stickstoffinhalt von etwa 15,5 % umgewandelt. Die Globale Produktion der Staatlichen Fabrik für Stickstoffverbindungen in Mościce betrug im Jahre 1930 etwa 57.000 Tonnen, woraus ca. 80 % Stickstoffdüngemittel waren. Außer den oben genannten Produkten, wurde im Jahre 1930 auch Ammonnitrat für die Rüstungsindustrie hergestellt, und unter den Chlorprodukten Chlorbenzol, polychlorierte Naphthaline, Calciumhypochlorit, sowie verschmolzenes Natriumhydroxid.
Das erste Jahr der Tätigkeit der Staatlichen Fabrik für Stickstoffverbindungen lief mit dem ersten Jahr der Weltwirtschaftskrise zusammen. In der für die Fabrik kritischen Situation wurde der bisherige Minister für Industrie und Handel, Eugeniusz Kwiatkowski, Generaldirektor. Der Minister kam nach Mościce Mitte Februar 1931. Er hatte eine wichtige Aufgabe zu erfüllen: das Gewährleisten des Überlebens der Fabrik, die erst vor Kurzem instand gesetzt wurde und schon von der Schließung bedroht war. Die Fabrik in Mościce erweiterte ihr Düngerangebot, um auf dem Markt konkurrenzfähig zu bleiben. Im Jahre 1930 wurde beschlossen, die Installation zur Fertigung von Stickstoffsäure und Ammonsulfat zu modernisieren. Der wichtigste Investitionsschritt für die Fabrik war in der Zwischenkriegszeit die Entscheidung über die Fertigung der granulierten Calciumsalpeter (sog. norwegischer), die derzeit nur in zwei Fabriken auf der ganzen Welt hergestellt wurde. Die Technologie wurde in Norwegen erworben, die restlichen Konstruktionsarbeiten, der Bau und die Montage der Apparaturen wurden selbstständig ausgeführt.
Im Jahre 1934 wurde in der Fabrik in Mościce die weltweit erste technische Installation zur Fertigung von 98,5 % konzentrierter Stickstoffsäure mittels Wendlandt-Methode (Ho-Ko, „hochkonzentriert“) mit der Kapazität von 20 Tonnen pro Tag hergestellt.
Am 1. August 1933 wurden PFZA Chorzów und PFZA Mościce zu einem kommerzialisierten Unternehmen verbunden, das Eigentum der Staatskasse war, das unter der Bezeichnung Zjednoczone Fabryki Związków Azotowych w Chorzowie i Mościcach (Vereinigte Fabriken für Stickstoffverbindungen in Chorzów und Mościce) firmierte. Bestandteil von ZFZA wurde auch die Fabrik Azot in Jaworzno. Unter dieser Bezeichnung lief das Unternehmen bis zum Beginn des Zweiten Weltkriegs. Im Jahre 1936 wurde ein Plan der weiteren Entwicklung von Mościce bearbeitet, der Investitionsausgaben in der Höhe von 14,8 Millionen Złoty auf die Modernisierung der Installation zur Fertigung von Ammoniak, Stickstoffsäure, Chlor, Calcium-Salpeter und den Beginn der Fertigung von Methanol und Formalin, umfasste.
Im August 1933 wurden die Arbeiten über die Zuführung nach Mościce mittels Rohrleitung aus der Lemberg- und Krośnieńskie-Ruhr von Erdgas begonnen. Die Investition war ein Teil des Programms des Zentralen Industriebezirks (Centralny Okręg Przemysłowy). Die Arbeiten, die mit der Zuführung von Gas nach Mościce verbunden waren, wurden im Jahre 1937 beendet. Anfangs wurde das Gas in der Fabrik zum Heizen des Kraftwerks genutzt, was zur Verringerung der Transport- und Lagerkosten der Kohle führte. Danach wurden die Proben der Zersetzung von Methan in Generatoren durchgeführt. Nach dem Erzielen positiver Ergebnisse stieg der Inhalt an Wasserstoff im Rohgas, was den Anstieg der Fertigung von Ammoniak um durchschnittlich etwa 10 % verursachte. Aufgrund dessen wurde Erdgas grundsätzlicher Rohstoff, was die Kosten seiner Fertigung verringerte. Am Ende der 1930er Jahre basierte die Produktion von Ammoniak in der Fabrik in Mościce auf dem Gas, das aus den Generatoren gewonnen wurde, die Koks vergasen, und zusätzlich aus zwei anderen Generatoren gewonnen wurde, die zum Vergasen von Koks und Methan vorgesehen waren.
Gleichzeitig wurde der Bau einer neuen Installation begonnen, die Wasserstoff auf Basis von Erdgas bei Teilnahme eines Nickelkatalysators herstellen sollte. Die Investition wurde kurz vor dem Ausbruch des Krieges beendet, aber sie wurde während der Okkupation instandgesetzt.  Im beschriebenen Zeitraum wurde die Pilotinstallation zur Fertigung von neuem Stickstoff-Phosphor-Dünger (Diphosphat) instandgesetzt. In den Jahren 1933–1938 fertigte die Fabrik in Mościce aus Stickstoffdüngern Ammoniaksulfat, Salpeter, Calciumsalpeter, am Anfang auch Nitrofos, und zum Schluss auch Diphosphat. Aus technischen Stickstoffprodukten wurden Ammoniaknitrat (wird auch als Dünger verwendet), konzentrierte Stickstoffsäure, technische Stickstoffsäure, Nitrose und Kondensammoniak hergestellt.

## Zweiter Weltkrieg
Während der deutschen Besatzung wurden in Mościce folgende Dünger angefertigt: Calciumsalpeter, Ammoniaksulfat, Salpeter und eine geringe Anzahl an Phosphordüngern, Diphosphat, Phosphoritmehl und darüber hinaus Stickstoffdünger (technisch und konzentriert), Ammoniaksalpeter, konzentrierten Sauerstoff, Kausiknat, Natriumhydroxid, Salzsäure, Kondenschlor, Herbatox (Calciumchlorat). Während der Okkupation wurde der Großteil der Produktion beschränkt oder sogar eingestellt. Der Okkupant wollte hauptsächlich die Produktion erhalten, die erlaubte, Waren herzustellen, die während des Krieges Verwendung finden. In diesem Zeitraum begann die Produktion, auf Basis der Installation von Nitrofos, von 20,5 % granuliertem Salpeter. 1944 befahlen die Deutschen, die Fabrikausstattung zu demontieren und nach Deutschland zu transportieren. Die Produktion wurde praktisch unterbrochen.

## Auf- und Ausbau in Richtung der organischen Fertigung in der Nachkriegszeit
Nach dem Beenden der Okkupation im Juni 1945 fasste die Regierung einen Beschluss über den Auf- und Ausbau von PFZA im Rahmen des staatlichen Programms der Produktion von Düngemitteln für die Landwirtschaft. Die abtransportierten Maschinen und Anlagen, die aus Mościce stammten, wurden mit der Zeit gefunden – u. a. in Brzeg Dolny (Schlesien). Im Jahre 1945 startete die Produktion von Methanol in einem geringen Ausmaß. Im November 1946 wurde die halbtechnische Installation von Formalin zur Nutzung abgegeben und der Beschluss über den Bau eines Chlorwerks gefasst. Die Jahre 1947–1949 sind die Periode des dreijährigen Plans. Dank der Rückgewinnung der gestohlenen Apparatur wurde bereits im Mai 1947 die Installation zur Fertigung des Eisen-Chrom-Katalysators zur Konversion von Kohlenoxid zur Nutzung abgegeben, und im Juli die Installation des synthetischen Ammoniaks, und danach die Installation zur Produktion von technischer Stickstoffsäure und Salpeter (20,5 % N). Die Installation für  Calciumsalpeter wurde im Jahre 1948 aufgebaut und ein Jahr später gestartet. Nach achtmonatigem Abbau wurde das Chlorwerk zur Nutzung abgegeben. Der Chlor, der aus der Salzelektrolyse erworben wurde, war Basisrohstoff zur Fertigung von chloriertem Calcium, Salzsäure und Chlorbenzol.
Im Jahre 1949 stellten die Stickstoffwerke Tarnów bereits 20 Produkte her. Der Anteil der Stickstoffdünger an der globalen Produktion der Fabrik hielt sich anfangs auf demselben Niveau wie vor dem Krieg (ca. 80 % in Masse). Die restlichen 20 % war die Fertigung anderer Chemikalien. Weiterhin war es eine Fabrik, die praktisch nichtorganische Erzeugnisse herstellte. Die Nachfrage der Wirtschaft war deutlich höher und stieg ständig. Der Ausbau und die Modernisierung der Stickstoffwerke waren unentbehrlich und forderten die Änderung des technologischen Konzepts.
„Flucht vom Koks“ und das Ersetzen des Koks in der ersten Phase durch Erdgas war eine der Hauptrichtungen der Modernisierung der Produktion. Weil die Stickstoffwerke in der Nähe der Erdgaslagerstätten gelegen waren, hatten sie günstige Bedingungen zur Nutzung dieses Rohstoffs. Das Programm der Intensivierung der Ammoniak- und Düngerherstellung, das auch als „Tarnów I” bezeichnet wurde, wurde etappenweise realisiert. Langfristig wurde der Ausbau des Ammoniakherstellwerks mit der Kapazität von bis zu 480 Tonnen pro Tag, durch die Bebauung zweier neuer Gasgeneratoren zur Synthese von Ammoniak aus Koks und zweier neuer Generatoren, die Gas zur Ammoniaksynthese auf Basis von Erdgas herstellen, den Bau zweier Installationen zur Konversion von Erdgas, die Modernisierung der Gasreinigungsanlage zur Synthese von Ammoniak aus Kohlenoxid durch die Einführung der sogenannten Methode des Kupferwaschens, geplant. Im Rahmen des Ausbaus der Fertigungskapazitäten der Stickstoffsäure wurden zur Nutzung 5 neue Einheiten der technischen Stickstoffsäure mittels Druckmethode von Ing. T. Hobler (eng. Hydro-Nitro-Hobler) gebaut, es wurde eine zweite Einheit des Ausbaus von Stickstoffsäure mit druckloser Methode gebaut und danach die Installation der konzentrierten Stickstoffsäure bis zu 110 Tonnen pro Tag und Nitrosen bis zu 180 Tonnen pro Tag intensiviert.
Die Konzentration der Anstrengungen in den 1950er Jahren auf dem Ausbau des Düngerzugs bedeutete keine einseitige Modernisierung der Fabrik. In diesem Zeitraum wurden auch die Vorbereitungen zum weiteren Ausbau begonnen, die zur Bereicherung des Sortiments der Produkte und Einführung moderner, hoch veredelter Erzeugnisse führten. In den Jahren 1952–1953 wurde die Installation zur Methanolsynthese auf Basis von Erfahrungen der seit 1934 im Forschungslabor bestehenden halbtechnischen Installation instandgesetzt. Das angefertigte Methanol war ein Rohstoff, der zur Produktion von Formalin und Urotropin auf den in diesem Zeitraum gebauten und instandgesetzten neuen Installationen genutzt wurde. Im Jahre 1953 wurde die Herstellung in technischer Skala des ersten organischen Produkts Formalin mit den Kapazitäten 4500 Tonnen pro Jahr begonnen. Sowohl die Intensivierung von Ammoniak, als auch die Formalininstallation waren Investitionen, die selbstständig entworfen und realisiert wurden.
Ein weiterer Meilenstein, der zur Änderung des Fertigungsprofils der Firma führte, war der Beginn des Baus der Installation für Caprolactam, eines Halbprodukts zur Fertigung von Fasern und Polyamidstoffen. Das Jubeljahr 1957 wurde als Jahr der großen Instandsetzungen bezeichnet. Nebst der Instandsetzung des Caprolactamherstellwerkes wurde zur Nutzung eine neue Quecksilbersalzelektrolyse mit der Fertigungskapazität von 18.000 Tonnen pro Jahr abgegeben. Die Intensivierung der Fertigung und der Bau neuer Installationen verursachte das Wachstum des Bedarfs auf Dampf und elektrische Energie, was man durch die Intensivierung des bestehenden Elektroheizwerkes (EC I) nicht erwerben konnte. Es wurde die Entscheidung über den Bau eines neuen Elektroheizwerkes mit der Leistungsfähigkeit von 50 MW mit der Möglichkeit eines weiteren Ausbaus getroffen. Das neue Elektroheizwerk (sog. EC II) wurde in den Jahren 1954–1958 gebaut. Die erste Etappe des Baus von EC II bestand in der Installation von drei Dampfkesseln und zweier Ablass-Kondensationsturbinen.

## „Tarnów II”, Acetylenchemie. Entwicklung von Caprolactam
Im Mai 1961 bestätigte das Wirtschaftliche Komitee des polnischen Ministerrates „die grundsätzlichen Prinzipien des Ausbaus von Stickstoffwerken in Tarnów“, also der Umformung des Unternehmens in ein großes chemisches Kombinat. Für den Betrag in Höhe von 4,8 Milliarden der damaligen Złoty wurde für die Jahre 1962–1967 der Ausbau der Werke und die Intensivierung des bisherigen Sortiments der Produktion auf den bestehenden Installationen vorgesehen. Das Programm des Ausbaus der Stickstoffwerke erhielt die Bezeichnung „Tarnów II”. Es umfasste den Bau von drei Installationen zur Produktion von Acetylen im Prozess der Halbverbrennung von Methan samt Sauerstoffanlage und neuer Installation zur Ammoniaksynthese (drei Einheiten je 200 Tonnen pro Tag), eine neue Chlorfertigungsanlage mittels Quecksilbermethode mit der Fertigungskapazität von etwa 30.000 Tonnen pro Jahr, den Bau der Acetylen verbrauchenden Chlorid- und Vinylpolychlorid-Herstellungsanlage mit der Fertigungskapazität von  80.000 Tonnen pro Jahr, eine Herstellanlage von Zyanwasserstoff und Acrylnitril (Halbprodukt zur Produktion von wollähnlichen Fasern), sowie den Bau der Herstellanlage von halbleitendem Silicium. Im Rahmen des Programms wurde auch der Ausbau der Fertigungskapazitäten von Caprolactam samt Installationen, die Halbprodukte wie Schwefelsäure, Oleum, Ammoniaknitrit, Hydroxylaminsulfat herstellen und das Ammoniaksulfat bearbeiten, das als Nebenprodukt bei der Herstellung von Caprolactam entsteht.
Die Rohstoffbasis für die Installationen von  „Tarnów II” war hochmethanhaltiges Erdgas (in der Menge von etwa 450 Millionen m³ pro Jahr), aus dem Acetylen nach  der damals modernen Methode der Halbverbrennung mittels Sauerstoff hergestellt wurde. Acetylen wurde bearbeitet auf Vinylpolychlorid und Acrylnitirl.
Der Bau von „Tarnów II” begann im Jahre 1962 und war der Anfang einer über dreißigjährigen Periode der Acetylenchemie in den Stickstoffwerken in Tarnów.
Die Realisierung der Investition „Tarnów II” forderte einen bedeutenden Ausbau der Werksinfrastruktur und einer Reihe an Hilfsobjekten. Es wurde auch der weitere Ausbau des Heizkraftwerkes EC II durch den Zubau der neuen Dampfkessel Nr. 4 und 5 und zweier Dampfturbinen durchgeführt. In den Jahren 1962–1964 wurde die Halbdruckstickstoffsäureinstallation gebaut, in der zum ersten Mal in Polen ein Schaumsystem der Absorption von Wasserstoffoxiden verwendet wurde. 1964–1968 wurde allmählich die Herstellanlage von Stickstoffsäure mittels Durchschnittsdruckmethode installiert, die aus vier Einheiten mit der Gesamten Fertigungskapazität von 800 Tonnen pro Tag bestand. In der ersten Hälfte der  1960er Jahre wurde ein neues Ammoniaksalpeter-Herstellungswerk gebaut, das auch zur Fertigung von granuliertem Salpeter mittels Turmmethode diente. Im Jahre 1963 wurde der erste und zwei Jahre später der zweite Teil der Installation zur Herstellung von Salpeter instandgesetzt. Dank dem konnte das Produktionswerk 1.500 Tonnen Dünger pro Tag herstellen. In den 60er Jahren wurde auch die Billiter-Elektrolyse und Quecksilberelektrolyse intensiviert. Aufgrund des Baus der Herstellanlage für Vinylpolychlorid wurde auch die Entscheidung über den Bau einer zweiten Einheit zur Quecksilberelektrolyse getroffen. Ihre Realisierung wurde im Jahr  1967 beendet. Im Jahre 1971 wurde der Bau beendet und die zweite Einheit der Halbverbrennungsinstallation instandgesetzt. Im Jahre 1972 wurde die Modernisierung der ersten Einheit zur Halbverbrennung modernisiert. Dabei wurden Lösungen nach dem Muster der zweiten Installation verwendet. Die Instandsetzung der ersten Einheit zur Halbverbrennung nach ihrer Modernisierung wurden als die Beendigung der Realisierung von „Tarnów II” angesehen.
Nach dem Instandsetzen der Hauptinstallationen von „Tarnów II” sonderten sich in Azoty Tarnów in 4 grundsätzliche technologische Züge ab: Stickstoffverbindungen, organische Verbindungen von Methanderivativen und Chlor-Caprolactamverbindungen. In der ersten Hälfte der 1970er Jahre wurde die weitere Änderung der Rohstoffbasis für die Fertigung von Ammoniak durchgeführt. Es entschieden darüber wirtschaftliche Gründe und die geringere Leistungsfähigkeit der Installation, die Gas zur Ammoniaksynthese, als die Leistungsfähigkeiten der Ammoniaksynthesen, im Zeitraum von Tarnów II modernisiert und gebaut wurden. Um die Rohstoffbasis zu ändern, wurde die Entscheidung getroffen, eine Installation zur Konversion von Methan mit Wasserdampf auf einem Nickelkatalysator mit der Fertigungskapazität von 500 Tonnen pro Tag, umgerechnet auf Ammoniak. Die Einheit erhielt die weitere Zersetzungsnummer 5 und wurde umgangssprachlich als „Änderung der Base“ bezeichnet. Die neue Installation wurde im September 1973 instand gesetzt. Aufgrund ihrer Instandsetzung wurde kein Ammoniak mehr auf Basis von Wassergas aus teurem Koks erzeugt. Die veralteten Generatoren, die eine der wichtigsten Installationen in den Stickstoffwerken der Vorkriegszeit waren, wurden von der Nutzung ausgeschlossen.
Die Periode „Tarnów II” bedeutete auch Erfolge der Chemiker aus Tarnów im Bereich der Optimierung der Caprolactamtechnologien. Nach der Inbetriebnahme der Installation im Jahre 1957 wurde ihre projektierte Fertigungskapazität von 4.000.000 Tonnen erreicht und danach sogar überschritten. Vier Jahre später stieg die Kapazität der Installation schon bis zu  16,200 Tonnen pro Jahr. Die weiteren Arbeiten an der Modernisierung und Intensivierung von Caprolactam, die u. a. den Bau der Reinigung von Caprolactam durch die Kristallisierung, Bau der Installation  „Luwa” die auf schweizerischen Lösungen basierte, Bau der Installation zur Gewinnung von Cyclohexanon auf Basis von Phenol aus dem Cumolhydroperoxid-Verfahren führten zum Erreichen im Jahre 1975 der Fertigungskapazität von 55.000 Tonnen pro Tag. Der größte Durchbruch in der Herstellung von Caprolactam war die Inbetriebnahme im Jahre 1973 auf industrielle Skala, auf Basis von Bearbeitungen des Instituts der Chemieindustrie in Warschau, einer eigenen, neuen, originellen Methode zur Fertigung von Cyclohexanon aus Benzen. Der Prozess, der als „Cyclopol” bezeichnet wurde, ergab sich ein Hit im Bereich vom Export der polnischen technischen Idee, nicht nur hinsichtlich der polnischen Chemieindustrie, sondern auch der ganzen Industrie.
Am Anfang der 70er Jahre wurde die Entscheidung über den Ausbau der bereits bestehenden halbtechnischen Installation der Verarbeitung von Vinylpolychlorid getroffen. Es wurde die Fertigung von Drainage- und teletechnischen Rohren aus PVC gestartet. Tarnów wurde Potentat sowohl im Bereich der Menge als auch der Qualität der Drainagerohre. Im August 1975 wurde auf der Versuchs- und Pilotinstallation die Fertigung von Polytrioxan mit dem Handelsnamen Tarnoform gestartet. Das war eine Installation mit einer geringen Fertigungskapazität (ca. 1.000 Tonnen Pulver pro Jahr), aber hinsichtlich der Skala von technologischen Schwierigkeiten und der Vorzüge des hergestellten Polymers qualifizierte sie sich zur Gruppe ernster technologischer Erfolge. Die Entscheidung über den Bau einer technischen Fertigungsanlage von Polytrihexan wurde erst im Jahre  1985 unternommen. Ein weiteres Novum in dem Stickstoffwerk in Azoty war das Instandsetzen der Fertigung von Poly-vier-Fluor-Ethylen (PTFE) mit der Handelsbezeichnung Tarflen. Die Fertigung dieses einzigartigen Stoffes wurde bereits im Jahre 1970 in polytechnischer Skala beherrscht. Die Inbetriebnahme der Installation mit der Fertigungskapazität von 500 Tonnen pro Jahr, deren Projekt vom werkseigenen Projektbüro bearbeitet wurde, begann im Jahre 1978. Dieser Erfolg erweckte das Interesse ausländischer Vertragspartner und verursachte, dass diese Technologie, neben der Caprolactamtechnologie, Gegenstand des Exports der Technischen Idee wurde. In den Werken wurde die Rolle des Exports der technischen Idee nicht nur als Quelle zusätzlicher Einkommen zu schätzen gewusst, sondern auch als Motivation der Entwicklung und Erhöhung von Qualifikationen des fachmännischen Personals.
In den 80er Jahren wurde der Zugang zu Investitionsmitteln beschränkt, in Folge dessen in den Stickstoffwerken ausschließlich Modernisierungsmaßnahmen durchgeführt wurden. Ende der Dekade begann der Bau der neuen Installation von technischer Stickstoffsäure. Ohne die alten Säureeinheiten durch eine neue Installation zu ersetzen, die ökologische Normen erfüllte, müsste die Fertigung von Stickstoffdüngern in Tarnów beendet werden. Die Installation wurde im April 1992 in Betrieb genommen.

## Die Werke in Tarnów nach der Umwandlung der Staatsform im Jahre 1989
Am 21. Februar 1991 wurde in Warschau der Akt der Umwandlung der Stickstoffwerke in Tarnów aus einem staatseigenen Betrieb in eine Einpersonenaktiengesellschaft mit 100 % Anteil der Staatskasse unterschrieben. Der Niedergang der sogenannten Acetylenchemie und bedeutende Steigerung der Preise von Erdgas verursachten, dass im Verhältnis zu den meisten Installationen die in der Periode von „Tarnów II” seit dem Anfang der 1990er Jahre in Betrieb genommen wurden, stufenweise die „Ausgangsstrategie“ eingeführt wurde. Als Erste, die die Bedingungen der eingeführten Marktwirtschaft nicht aushielt, wurde die Installation von Acrylnitril im Jahre 1990 ausgeschlossen; danach aufgrund der Unrentabilität der Fertigung wurde die Verarbeitung von Silizium ausgeschlossen. An der Schwelle zu den 90er Jahren begannen auch die Probleme mit dem Verkauf von Acetonzyanhydrin. Neue wirtschaftliche Grundsätze verursachten auch, dass es am Anfang der 90er Jahre Probleme mit dem Verkauf von Drainage- und teletechnischen Rohren gab. Im Herbst 1990 begannen die Arbeiten am Bau der modernen Installation für Ammoniaksulfat. Dank der neuen Installation, die im Jahre 1992 instand gesetzt wurde, verbesserte sich nicht nur die Qualität, sondern auch die Effektivität des Produkts. Es wurde auch die Sulfatmenge beschränkt, die in den Abfluss abgeführt wurde. In demselben Jahr wurde auch die Verarbeitung von Fensterprofilen aus PVC in Betrieb genommen, und in den nächsten Jahren von Fenstern aus PVC. Im Jahre 1993 wurde die Erzeugung von Flüssigem Kohlendioxid auf Basis der in die Atmosphäre freigesetzten CO2 aus der Installation der 5. Methanzersetzungsanlage in Betrieb genommen und nutzte dazu die bestehenden, freien Fertigungsmittel.
In den 80er und 90er Jahren erfolgte die weitere Steigerung der Caprolactamfähigkeiten durch die Intensivierung der Fertigung von Cyclohexanon aus Benzen, die Modernisierung der Ammoniaknitrit- und Hydroxyloaminsuflatinstallation. Die Einführung einer zweistufigen Beckmann-Umgruppierung im September 1993 verbesserte deutlich die Qualität des Produkts. Im Herbst 1994 begann die Inbetriebnahme der ersten Linie der neuen Verarbeitungsanlage von Tarnoform mit der Fertigungskapazität von bis zu 10.000 Tonnen pro Jahr in zwei Zügen. Man basierte auf der im Jahre 1993 instandgesetzten Installation zur Produktion von Formalin. Das größte Ereignis des Jahres 1996 war die Übergabe der Installation zur Polymerisation von Caprolactam, um Polyamid PA-6 (Tarnamid) mit der Fertigungskapazität von 22.700 Tonnen pro Jahr herzustellen. Im Jahre 1997 wurde zur Nutzung die zweite Linie der Verarbeitungsanlage von Tarnoform übergeben, was erlaubte, die Fertigung dieses marktgängigen Stoffs um 5.000 Tonnen, bis zu 10.000 Tonnen pro Jahr zu steigern.
Im Jahre 1996 begann der Bau der Installation der konzentrierten Stickstoffsäure. Die Installation wurde am Ende des Jahres 1997 instand gesetzt, nach fast 15 Monaten ab dem Beginn des Baus. Das Instandsetzen einer neuen Installation der konzentrierten Stickstoffsäure mit der Fertigungskapazität von 100 Tonnen pro Tag erlaubte das Ausschließen der abgenutzten bestehenden Installation und resultierte mit dem Beschränken der Emission von Stickoxiden und dem deutlichen Beschränken des spezifischen Energieverbrauchs bei der Herstellung konzentrierter Stickstoffsäure. In den 1990er Jahren wurde die Fertigung von Ammoniak in den Werken immer weniger effektiv und jeder war über die Notwendigkeit der Modernisierung der Ammoniaksyntheseinstallation, die an die Kriegszeit reichte, überzeugt, und das nicht nur aus rein wirtschaftlichen, sondern auch aus ökologischen Gründen. Die Projektarbeiten, die mit dem Bau einer neuen Ammoniakinstallation auf Basis der Ausstattung, die von der Ammoniakinstallation in Ungarn kam, wurde im Jahr 1997 begonnen. Die Übergabe der Installation im Jahre 2000 erlaubte, die Einheiten der Ammoniaksynthese, die seit 1929 arbeiteten, einzuschließen.
Während der ganzen 90er Jahre, mit Berücksichtigung der Kostensenkung und Steigerung der Konkurrenzfähigkeit, sowie die Verringerung der schädlichen Auswirkung auf die Umwelt, wurde die Realisierung der Vorhaben im Bereich der Modernisierung von technologischen Lösungen geführt. Die Effekte im Bereich des Umweltschutzes wurden dank der Modernisierung von bestehenden Installationen erzielt, die mit zusätzlichen Schutzknoten ausgestattet wurden, sowie dank der Einführung zur Nutzung neuer Installationen, die auf modernen Technologien basieren. Zu den größten und sichtbarsten umweltbewussten Erfolgen gehört das 10-fache Beschränken der Emission in die Atmosphäre von Stickdioxiden, Stäuben, sowie das Beschränken der Ausschüttung der Stickstoffladungen und anderer Verunreinigungen in die Abwasserkanäle. Eine Bestätigung der wirksamen umweltbewussten Maßnahmen der Stickstoffwerke in Tarnów war das Streichen der Firma aus dem Verzeichnis der Unternehmen, die landesweit am stärksten die Umwelt belasten, die sogenannte „Lista 80“ im April 2001. Die 90er Jahre verliefen auf dem Ausbau der Gruppenabwasserreinigungsanlage.
In den 90er Jahren war die Fertigung von PVC aus eigenem Vinylchlorid, die auf wertvollem Rohstoff-Acetylen basiert, der im Prozess der Halbverbrennung von Methan entstand, nicht rentabel – ausgenommen die Sonderzeiträume. Ab der zweiten Hälfte der 90er Jahre stieg systematisch der Preis von Erdgas, was mit dem weiteren Steigen der Kosten der PVC-Herstellung resultierte. Die bestehenden ökonomischen Bedingungen verursachten die Notwendigkeit weiterer Beschränkung von Acetylenfertigung, und im Endeffekt des eigenen Vinylchlorids. Im Jahre 1998 wurde aus der Nutzung die Halbverbrennungsinstallation ausgeschlossen, jedoch im Jahre 2001 die zweite. In der zweiten Hälfte des Jahres 2001 aufgrund der hohen Einkaufskosten von Vinylchlorid und seiner Verarbeitung stellte man die PVC-Fertigung ein, und im April 2002 wurde die Entscheidung getroffen, die PVC-Verarbeitungsstelle zu liquidieren. Am Anfang des 21. Jahrhunderts begann der Niedergang von Acetoncyanhydrin. Im April 2002 wurde die Entscheidung getroffen, die Exploitation aus dieser Installation auszuschließen.
Nach der Zeit der erzwungenen Restrukturierung der Fertigung in den Verarbeitungswerken, die im Zeitraum „Tarnów II” stattfand, wurde die Verarbeitung von Caprolactam mit Ammoniaksulfat, Verarbeitung von Düngern auf Basis von neuer Ammoniaksynthese und eine Reihe an Hilfs- und Infrastrukturobjekten ausgebaut und modernisiert. Das Jahr 2005 umfasste die Realisierung von zwei wichtigen Investitionen. Die erste war die Intensivierung der Verarbeitungsstelle von Polyamid PA-6 zur Fertigungskapazität 45.000 Tonnen pro Jahr. Die zweite Investition war der Bau der Installation der mechanischen Granulierung von Düngern mit der Fertigungskapazität von etwa 400.000 Tonnen pro Jahr. In demselben Jahr fand der weitere Durchbruch in der Technologie der Herstellung von Cyclohexanon aus Benzen statt, der mit der Einführung eines sogenannten zweistufigen Oxidationsprozesses verbunden war, was den Anfang der Technologie gab, die als  Cyclopol-bis bezeichnet wurde. Die Fertigungskapazität von Caprolactam allgemein erreichte aufgrund der im Zeitraum von 1995 bis 2005 durchgeführten Intensivierungen und Modernisierungen das Niveau von 95.000 Tonnen pro Jahr.
Im Juni 2008 debütierten die Stickstoffwerke Tarnów auf der Warschauer Wertpapierbörse. Mit dem Ende des Jahres 2009 wurde eine moderne Installation zur mechanischen Granulierung der Düngemittel mit einer Fertigungskapazität von 1.200 Tonnen pro Tag in Betrieb genommen. Die Realisierung der Aufgabe gab die Möglichkeit der Einführung eines neuen Produkts auf den Markt, Ammoniaksalpetersulfat (Saletrosan), und das Stärken der Marktposition der Werke im Sektor der Salpeterdüngemittel. Das zweite realisierte Emissionsziel war das Steigern der Fertigungskapazität von Polyamiden. Die Realisierung dieses Ziels war durch die radikale Änderung der Firmenstrategie möglich.
Am Anfang des Jahres 2010 wurden die Stickstoffwerke Tarnów Eigentümer von 100 % der Anteile eines deutschen Herstellers von Polyamiden, ATT Polymers in Guben. Die Akquisition erwies sich als eine bedeutend günstigere Variante als der Bau einer neuen Verarbeitungsstelle in Tarnów. Der Effekt der Übernahme war eine bedeutende Beförderung der Kapitalgruppe Azoty Tarnów unter den Europäischen Herstellern von Polyamiden. In demselben Jahr begann die Realisierung eines der weiteren Emissionsziele: des Baus der Wasserstoffinstallation in Tarnów mit der Fertigungskapazität von 8.000 m³/h, die mit der Modernisierung der Caprolactamverarbeitung eine Fertigungskapazität von 101.300 Tonnen pro Jahr erreicht. Die Investition ermöglichte die Steigerung des Erdgasverbrauchs aus lokalen Quellen und in der Konsequenz die Senkung der Fertigungskosten.

## Die Konsolidierung der Unternehmen der großen chemischen Synthese
Seit 2010 realisieren Azoty Tarnów den Prozess der Konsolidierung größter chemischer Unternehmen in Polen. Das erste bedeutende Ereignis war der Erwerb durch die Gesellschaft von 100 % Anteilen an Unylon Polymers GmbH in Guben/Deutschland, eines Herstellers von Polyamide. Die Gesellschaft wurde Bestandteil der Kapitalgruppe Azoty Tarnów und änderte die Bezeichnung in ATT Polymers.
Ein weiterer Schritt war der Beginn der Konsolidierung der polnischen chemischen Branche, die der Fusion der größten polnischen Gesellschaften aus diesem Sektor unterlag. Die erste Etappe des ganzen Unternehmens war die Verbindung der Stickstoffwerke in Tarnów mit den Stickstoffwerken in Kędzierzyn-Koźle (ZAK S.A.). Der Prozess bestand im Kauf von Azoty Tarnów des Pakets von 52,6 % der Aktien der B ZAK S.A. im Rahmen der Emission, die durch die Staatskasse durchgeführt wurde. Die ganze Transaktion umfasste den Betrag von 150 Millionen Złoty.
Im Jahre 2011 wurde die Entscheidung über die Verbindung der Stickstoffwerke Tarnów mit den Chemiewerken in Police (bei Stettin) getroffen, deren 60 % der Aktien die Staatskasse besaß. Die Vorstände beider Gesellschaften waren wohlwollend gegenüber der Konsolidierung eingestellt. Die Stickstoffwerke aus Tarnów begannen nach dem Einvernehmen von Urząd Ochrony Konkurencji i Konsumentów (deutsch: Amt für Konkurrenz- und Konsumentenschutz) und aufgrund keines Widerspruchs des Bundeskartellamtes, Mittel zu sammeln, die unentbehrlich zur Durchführung der Transaktion waren. Die für den Kauf des Kontrollpakets der Aktien der Chemiewerke Police vorgesehenen Gelder gelang es zu sammeln, u. a. dank der Emission von 25 Millionen Aktien der Serie C, die von der Kommission der Finanzaufsicht bestätigt wurde. Die auf diese Weise erworbenen Gelder erlaubten nicht nur, die Kontrolle über Police zu übernehmen, sondern auch von der Staatskasse weitere 40 % der Aktien der Werke in Kędzierzyn-Koźle abzukaufen.
Im Jahre 2012 wurden die Stickstoffwerke Tarnów Ziel einer feindlichen Übernahme seitens der russischen Acron. Am 16. Mai wollten die Russen die Kontrolle über der polnischen chemischen Gesellschaft durch Vermittlung der abhängigen Gesellschaft Norica Holding S.à r.l. übernehmen und veröffentlichten ein Kaufangebot auf Aktien der Stickstoffwerke in Tarnów-Mościce zum Preis von 36 Złoty pro Stück. Acron gelang es ausschließlich 12 % der Aktien zu erwerben. Die Schritte, die von dem Vorstand der Gesellschaft und dem Staatskassenministerium unternommen wurden (u. a. durch den Parlamentsbeschluss über das Gesetz über die Kontrolle mancher Investitionen), erlaubten, das Unternehmen vor der feindlichen Übernahme zu schützen.
Am 13. Juli 2012 fand die Aufforderung zum Verkauf von 6.116.800 Aktien der Stickstoffwerke in Puławy zum Preis von je 110 Złoty statt. Infolge der Aufforderung gelang es den Werken in Tarnów, 10,3 % der Aktien der Stickstoffwerke in Puławy zu erwerben. Die Aufforderung war die erste Etappe der Konsolidierung der zwei größten chemischen Unternehmen in Polen. Das Konzept der Konsolidierung der Werke in Puławy mit den Stickstoffwerken in Tarnów unterstützten das Staatskassenministerium und die Arbeitergewerkschaften. Am 15. November 2012 schloss die Leitung der Stickstoffwerke in Tarnów und Puławy einen Vertrag, der die Grundsätze der Zusammenarbeit und Führung von Verhandlungen bezeichnen.
Danach kam es zur Emission von Aktien der Stickstoffwerke in Tarnów, die ausschließlich für Aktionäre der Gesellschaft aus Puławy zugänglich waren. Sie tauschten die Aktien der Werke in Puławy gegen die Aktien der Gesellschaft in Tarnów im Verhältnis von 1:2. Zur vollständigen Realisierung dieser Etappe war auch das Einverständnis der Europäischen Kommission zur Fusion beider Gesellschaften notwendig., das am 13. Januar 2013 erteilt wurde Endgültig erwarben die Stickstoffwerke in Tarnów aufgrund des Ankaufs 95 % der Aktien der Stickstoffwerke in Puławy. Die Verbindung der Werke in Tarnów, Puławy, Police und Kędzierzyn-Koźle erlaubte, eine der Düngungsmittelfirmen in Europa zu schaffen, die unter der Bezeichnung Grupa Azoty firmiert und etwa 75–80 % der Landesherstellung von Düngern darstellt.
Am 21. November 2013 kaufte die Gesellschaft von der Staatskasse 85 % der Aktien des einzigen Herstellers von Schwefel mittels Schmelzmethode in Polen – der Schwefelgrube und Chemischen Schwefelwerke „Siarkopol” S.A. in Grzybów. Der Wert der Transaktion betrug etwa 400 Millionen Złoty.
Ein weiteres wichtiges Ereignis in der Geschichte der Gesellschaft war der Erwerb durch Grupa Azoty, das Chemiewerk „Police” S.A., der Phosphoritgrube in Senegal. Der Kaufvertrag mit dem Wert von 28,5 Millionen US-Dollar erlaubte den Werken in Police, 55 % der Aktien der Gesellschaft AIG zu erwerben. Dank dieser Investition garantierte die unabhängige Gesellschaft gegenüber Grupa Azoty eine eigene Rohstoffquelle, die unentbehrlich für die Fertigung von Phosphor- und Mehrkomponentendüngemitteln ist.

## Generaldirektoren (seit 1994 Vorstandsvorsitzende)
- 1927–1929 – Tadeusz Zwisłocki (Generaldirektor PFZA)
- 1929–1933 – Romuald Wowkonowicz (Generaldirektor PFZA)
- 1930–1933 – Eugeniusz Kwiatkowski (Generaldirektor PFZA i ZFZA)
- 1936–1939 – Czesław Benedek (Generaldirektor ZFZA)
- 1945–1946 – Stanisław Żuczkiewicz
- 1946 – Hugo Trzebicki
- 1946–1948 – Józef Szymański
- 1948–1951 – Stanisław Anioł
- 1951–1952 – Stanisław Lau
- 1952 – Mieczysław Gołąb
- 1953–1958 – Henryk Gładecki
- 1958–1978 – Stanisław Opałko
- 1978–1988 – Jerzy Pyzikowski
- 1988–1994 – Andrzej Kasznia
- 1994–1999 – Stanisław Maciejczyk
- 1999–2001 – Antoni Barwacz
- 2001–2006 – Ryszard Ścigała
- 2006 – Jarosław Żołędowski
- 2006–2008 – Jarosław Wita
- 2008–2013 – Jerzy Marciniak
- 2013–2016 – Paweł Jarczewski
- 2016 – Mariusz Bober